# Jean Garry Rubin
Jean Garry Rubin (né le 19 décembre 1989) est un footballeur haïtien.
Il évolue au poste de défenseur à l'América des Cayes, club du championnat d'Haïti de football.

## Biographie

### En club
Jean Garry Rubin commence sa carrière à l'América des Cayes en 2010. 
Avec l'América, il côtoie l'international haïtien Wilde-Donald Guerrier,.

### En équipe nationale
Rubin joue son premier match international en 2010. Il participe à la Coupe caribéenne des nations 2012 avec Haïti.